# Biblioteca Pública Estadual Estevão de Mendonça
Biblioteca Pública Estadual Estevão de Mendonça (BPEEM), localizada no centro da cidade de Cuiabá, capital de Mato Grosso, é um local de cultura centenário. Seu edifício-sede está localizado no Palácio da Instrução, ao lado do antigo Correios. O espaço é tido como um projeto arquitetônico que retrata um marco para a arquitetura do século XX, com influência do movimento artístico neoclássico.
O local é conhecido por possuir o maior acervo público de Mato Grosso, contabilizando mais de 100 mil volumes, dividido em dez coleções temáticas, sendo elas: Afro-Brasileira, Braille, Acervo Geral e de Videoteca, Indígena, Literatura, Literatura Infantil, Mato Grosso, Obras Raras e Periódico.
BPEEM leva o nome do escritor, historiador, e primeiro diretor da instituição, Estevão de Mendonça. Ela é a maior biblioteca do estado, tida como órgão central do Sistema Estadual de Bibliotecas, quem coordena todas as outras bibliotecas públicas municipais de Mato Grosso, a partir da Lei nº 10.218, de 26 de dezembro de 2014.

## Fundação
A Biblioteca Estevão de Mendonça foi fundada em 25 de março de 1912, durante o governo do presidente Joaquim Augusto da Costa Marques. Sendo a 16° Biblioteca Pública mais antiga do Brasil.
A unidade literária tem um acervo com obras raras do século XVII, como literatura de autores de Mato Grosso, imagens antigas e preservadas de Cuiabá, livros com fotos da fauna e da flora, tanto regional quanto em documentos históricos dos locais.

## Marcos Importantes
Ao longo de seus mais de 100 anos, a biblioteca passou por diversas mudanças, tornando-se um centro cultural e educacional de referência no estado de Mato Grosso.
Em 1982, em comemoração aos seus 70 anos, a biblioteca foi reestruturada e passou a ser conhecida como Biblioteca Pública Estadual Estevão de Mendonça (BPEEM), pelo Decreto nº. 1983.

## Modernização e Atualidade
Atualmente, a biblioteca possui acesso wifi, computadores para o público em geral, e considera-se um local modernizado e climatizado, que oferece um ambiente propício para a leitura e pesquisa.

Além do vasto acervo físico, o local também disponibiliza recursos digitais e serviços online para atender às necessidades do público contemporâneo.